# DNA (álbum de Backstreet Boys)
DNA é o nono álbum de estúdio do grupo estadunidense Backstreet Boys. O seu lançamento ocorreu primeiramente no Japão, em 23 de janeiro de 2019 e subsequentemente, em 25 de janeiro, no restante do mundo, através da gravadora do grupo K-Bahn, com distribuição pela RCA. O álbum foi precedido pelo single "Don't Go Breaking My Heart", que figurou nas tabelas musicais de nove países, enquanto alcançou a posição de número 63 na Billboard Hot 100 dos Estados Unidos. Os singles "Chances" e "No Place", também precederam o lançamento de DNA e atingiram posições na Billboard Adult Top 40 e em tabelas de países europeus.    
DNA recebeu análises geralmente positivas da crítica especializada, que maioritariamente elogiou a sua produção. O lançamento do álbum liderou as tabelas musicais de três países, incluindo Áustria, Canadá e Estados Unidos, onde neste último, se tornou o terceiro álbum número um do Backstreet Boys pela Billboard 200, desde Black & Blue de 2000. 

## Antecedentes e título
Com o lançamento de seu álbum In a World Like This em 2013 e de sua respectiva turnê mundial encerrada em junho de 2015, o Backstreet Boys passou a dedicar-se a produção de novo material. Em outubro de 2015, AJ McLean revelou em entrevista a Rolling Stone, que o grupo estava trabalhando em seu nono álbum de estúdio. Em setembro de 2016, foi confirmado a produção de um novo álbum a ser lançado no ano seguinte. Entretanto, durante o ano de 2017, o Backstreet Boys focou seus esforços no início de sua turnê de residência intitulada Backstreet Boys: Larger Than Life. Em 17 de maio de 2018, o grupo lançou o single "Don't Go Breaking My Heart" e em 9 de novembro, foi revelado o nome DNA como o título do álbum, juntamente com o lançamento do single "Chances". Kevin Richardson comentou sobre o significado do título do álbum dizendo: 
| “ | Conseguimos trazer todas as nossas influências e estilos em um trabalho coerente. Estas canções são uma ótima representação de quem somos como indivíduos e de quem somos como grupo. É o nosso DNA. Estamos realmente orgulhosos disso. | ” |
|   | — Kevin Richardson, E! Online. |   |

## Singles
"Don't Go Breaking My Heart" foi lançado como o primeiro single de DNA, através de formato digital em 17 de maio de 2018 e mais tarde, em formato de extended play (EP) em 13 de julho, contendo versões remixadas da canção. O seu lançamento entrou nas tabelas estadunidenses Billboard Hot 100, Billboard Mainstream Top 40 e Billboard Adult Contemporary, feito que o Backstreet Boys não alcançava desde 2007 com o single "Inconsolable". Além disso, "Don't Go Breaking My Heart" obteve por sua vendagem de mais de trinta mil cópias, a certificação ouro em países como Austrália e Canadá.
Em 9 de novembro de 2018, "Chances" tornou-se o segundo single retirado do álbum, através de formato digital. Apesar da canção não ter figurado a tabela Billboard Hot 100 nos Estados Unidos, a mesma atingiu pico de número sete pela Billboard Bubbling Under Hot 100e de número 19 pela Billboard Adult Top 40, além de se posicionar em número 37 pela neozelandesa NZ Hot Singles Chart. A seguir, "No Place" foi lançado como o último single de DNA, por meio de formato digital em 4 de janeiro de 2019, dezenove dias antes do lançamento do álbum. A canção em termos comerciais, se estabeleceu nos Estados Unidos na posição de número 18 pela Billboard Adult Top 40, em número 83 pela tabela canadense Canadian Hot 100, em número 93 pela sueca Swiss Hitparade e em número 30 pela NZ Hot Singles Chart.

## Divulgação

### DNA World Tour
O Backstreet Boys embarcou em sua uma turnê mundial intitulada DNA World Tour, a fim de apoiar o lançamento de DNA. A mesma foi anunciada em 9 de novembro de 2019, como a maior turnê de arena já realizada pelo grupo em dezoito anos. Seu primeiro concerto ocorreu em 11 de maio de 2019, em Lisboa, Portugal e a série de concertos percorreu a Europa até o mês de junho. A turnê prosseguiu com concertos na América do Norte, Ásia e pela segunda etapa na América do Norte até fevereiro de 2020. Antes de encerrar sua etapa pela América do Sul, em março de 2020, a DNA World Tour teve de ser interrompida devido ao surto pela pandemia de covid-19. Os concertos a ser realizados na Oceania e em sua última etapa pela América do Norte, sofreram remarcações para o ano de 2021. A DNA World Tour prosseguiu apenas em abril de 2022 e recebeu a adição de novas datas e locais. Seu encerramento ocorreu em 20 de maio de 2023 em Pretória, África do Sul.

## Recepção

### Crítica profissional
| Críticas profissionais | Críticas profissionais |
| Pontuações agregadas   | Pontuações agregadas   |
| Fonte                  | Avaliação              |
| ---------------------- | ---------------------- |
| Metacritic             | 67/100                 |
| Avaliações da crítica  |                        |
| Fonte                  | Avaliação              |
| Allmusic               | [ 26 ]                 |
| The Guardian           | [ 27 ]                 |
| Billboard              | favorável              |

DNA recebeu críticas geralmente favoráveis. O álbum obteve uma pontuação coletiva de 67 de 100 do Metacritic. Neil Z. Yeung em sua resenha para a Allmusic, escreveu que em DNA, o Backstreet Boys recrutou produtores contemporâneos que incorporam toques de pop eletrônico, tropical e de sintetizadores, mantendo as harmonias clássicas e as canções pelas quais o grupo é conhecido. Ele classifica ainda o álbum como "elegante e inesperadamente novo", e considera que com DNA, o Backstreet Boys esta revitalizado e exalando "uma confiança garantida, dando passos suficientes para continuar sua maturação pop, sem ignorar os ganchos e harmonias que os carregou por todo este caminho". Kate Hutchinson do The Guardian avalia que seria fácil para um grupo com êxitos como "I Want It That Way", se manter preso no âmbar implacável do pop, mas que em DNA o grupo se posiciona como "homens de família que lhe darão uma boa lição". Ela ainda comenta que o álbum é representado por música bem cuidada que "retira sagazmente, sons contemporâneos das paradas e produz uma harmonia perfeita entre eles".
Taylor Weatherby da Billboard considerou que as doze faixas de DNA, se mantém fiéis ao som pop do Backstreet Boys, mas que ao mesmo tempo tem evolução em sua produção para se ajustar ao cenário musical de hoje, além de apresentar um conjunto de gêneros musicais mais diversificado do grupo. Ela analisa que o álbum parece ser uma tentativa mais consciente do grupo, de atrair um público mais amplo, onde DNA possuí algumas de suas canções remetendo aos sucessos musicais recentes, sem ofuscar "as vozes poderosas do Backstreet Boys". Além disso, destaca sobre como sempre foi evidente como o Backstreet Boys "conhece sua identidade como um grupo, não importa em que ano é".

## Lista de faixas
| DNA - edição padrão |                              |                                                                                                 |                                     |         |  |
| N.º                 | Título                       | Compositor(es)                                                                                  | Produtor(es)                        | Duração |  |
| 1.                  | "Don't Go Breaking My Heart" | Stuart Crichton Jamie Hartman Stephen Wrabel                                                    | Crichton Hartman                    | 3:36    |  |
| 2.                  | "Nobody Else"                | Ryan Ogren Nicholas Bailey Ari Leff Emily Warren Gamal "LunchMoney" Lewis                       | Ryan OG Steve James Leff [a]        | 3:38    |  |
| 3.                  | "Breathe"                    | Ogren Bailey Brandyn Burnette                                                                   | Ben Bram                            | 3:06    |  |
| 4.                  | "New Love"                   | Elof Loelv Jake Troth Erik Hassle                                                               | Loelv Troth [a] Kuk Harrell [b]     | 3:00    |  |
| 5.                  | "Passionate"                 | Mitch Allan Andy Grammer Lindy Robbins Louis Schoorl                                            | The Stereotypes The Wiild Allan [b] | 3:43    |  |
| 6.                  | "Is It Just Me"              | Ian Kirkpatrick Robbin Alexander "Xplicit" Izquierdo                                            | Kirkpatrick Crichton [b]            | 3:37    |  |
| 7.                  | "Chances"                    | Edei Zach Skelton Casey Smith Fiona Bevan Ryan Tedder Shawn Mendes Geoff Warburton Scott Harris | Tedder Skelton Harrell [b]          | 2:52    |  |
| 8.                  | "No Place"                   | Brett James Joshua Miller Troy Verges                                                           | Steven Solomon                      | 2:59    |  |
| 9.                  | "Chateau"                    | Crichton Wrabel Michael Pollack James Newman Cole Citrenbaum                                    | Crichton                            | 3:08    |  |
| 10.                 | "The Way It Was"             | Crichton Garrison Starr Justin Jesso                                                            | Crichton                            | 3:26    |  |
| 11.                 | "Just Like You Like It"      | Ross Copperman Josh Kear Dustin Lynch                                                           | Copperman Kear [a]                  | 3:42    |  |
| 12.                 | "OK"                         | Crichton Newman Joe Kirkland Jason Allen                                                        | Crichton                            | 2:35    |  |
| Duração total:      | Duração total:               | Duração total:                                                                                  | Duração total:                      | 39:18   |  |

| DNA - faixas bônus da edição japonesa |                   |                                                    |         |  |
| N.º                                   | Título            | Compositor(es)                                     | Duração |  |
| 13.                                   | "Said I Love You" | Mike Sabath Dewain Whitmore Patrick "J. Que" Smith | 2:52    |  |
| 14.                                   | "Do You Remember" | Alexander Isaak Mason Levy Tom Meredith            | 2:54    |  |
| 15.                                   | "Best Days"       | Crichton Newman Jesso                              | 3:40    |  |

## Desempenho nas tabelas musicais
DNA estreou em número um pela Billboard 200 nos Estados Unidos, obtendo vendagem de 234.000 unidades em 9 de fevereiro de 2019. Estas vendas iniciais do álbum se tornaram as maiores vendas semanais de um álbum pop em quase um ano no país. Ao atingir a liderança da Billboard 200, DNA levou o Backstreet Boys a conquistar seu terceiro álbum número um na referida tabela, se convertendo em seu primeiro número um em dezenove anos desde Black & Blue (2000). Este feito também ocasionou em seu oitavo álbum de estúdio consecutivo figurando dentro do top 10.
Além de se estabelecer no topo da tabela de álbuns estadunidense, DNA também liderou as tabelas de álbuns da Áustria, Canadá e Suíça, atingiu o top 5 das tabelas da Austrália e Japão e entrou no top 10 de oito países europeus. Posteriormente, o álbum recebeu a certificação ouro no Canadá por suas vendas de quarenta mil cópias no país, tornando DNA, o sexto álbum do Backstreet Boys a fazê-lo.
| Tabela musical (2019)               | Melhor posição |
| ----------------------------------- | -------------- |
| Alemanha - Offizielle Top 100       | 2              |
| Austrália - ARIA Charts             | 5              |
| Áustria - Ö3 Austria Top 40         | 1              |
| Bélgica - Ultratop Flanders         | 3              |
| Bélgica - Ultratop Wallonia         | 13             |
| Canadá - Billboard Canadian Albums  | 1              |
| Dinamarca - Hitlisten               | 31             |
| Escócia - OCC Scottish Albums       | 3              |
| Espanha - Promusicae                | 4              |
| Estados Unidos - Billboard 200      | 1              |
| Finlândia - Suomen virallinen lista | 26             |
| França - SNEP                       | 124            |
| Hungria - MAHASZ                    | 8              |
| Irlanda - IRMA                      | 25             |
| Itália - FIMI                       | 14             |
| Japão - Oricon Albums Chart         | 2              |
| Noruega - VG-lista                  | 40             |
| Países Baixos - Top 100             | 4              |
| Polónia - ZPAV                      | 20             |
| Portugal - AFP                      | 2              |
| Reino Unido - OCC UK Albums Chart   | 7              |
| Reino Unido - OCC UK Digital Albums | 4              |
| Suécia - Sverigetopplistan          | 28             |
| Suíça - Schweizer Hitparade         | 1              |

| Tabela musical (2019)          | Posição |
| ------------------------------ | ------- |
| Estados Unidos - Billboard 200 | 164     |

### Vendas e certificações
| Região                                                                                             | Certificação | Vendas  |
| -------------------------------------------------------------------------------------------------- | ------------ | ------- |
| Canadá (Music Canada)                                                                              | Ouro         | 40,000^ |
| *números de vendas baseados somente na certificação ^distribuições baseadas apenas na certificação |              |         |

## Histórico de lançamento
| Região         | Data                   | Formato                    | Gravadora   | Ref.   |
| -------------- | ---------------------- | -------------------------- | ----------- | ------ |
| Japão          | 23 de janeiro de 2019  | CD                         | K-Bahn Sony | [ 60 ] |
| Estados Unidos | 25 de janeiro de 2019  | CD                         | K-Bahn RCA  | [ 61 ] |
| Mundo          | 25 de janeiro de 2019  | Download digital streaming | K-Bahn RCA  | [ 29 ] |
| Estados Unidos | 1 de fevereiro de 2019 | Vinil                      | K-Bahn RCA  | [ 62 ] |